# Malus prunifolia
Malus prunifolia là loài thực vật có hoa trong họ Hoa hồng. Loài này được (Willd.) Borkh. mô tả khoa học đầu tiên năm 1803.

## Hình ảnh

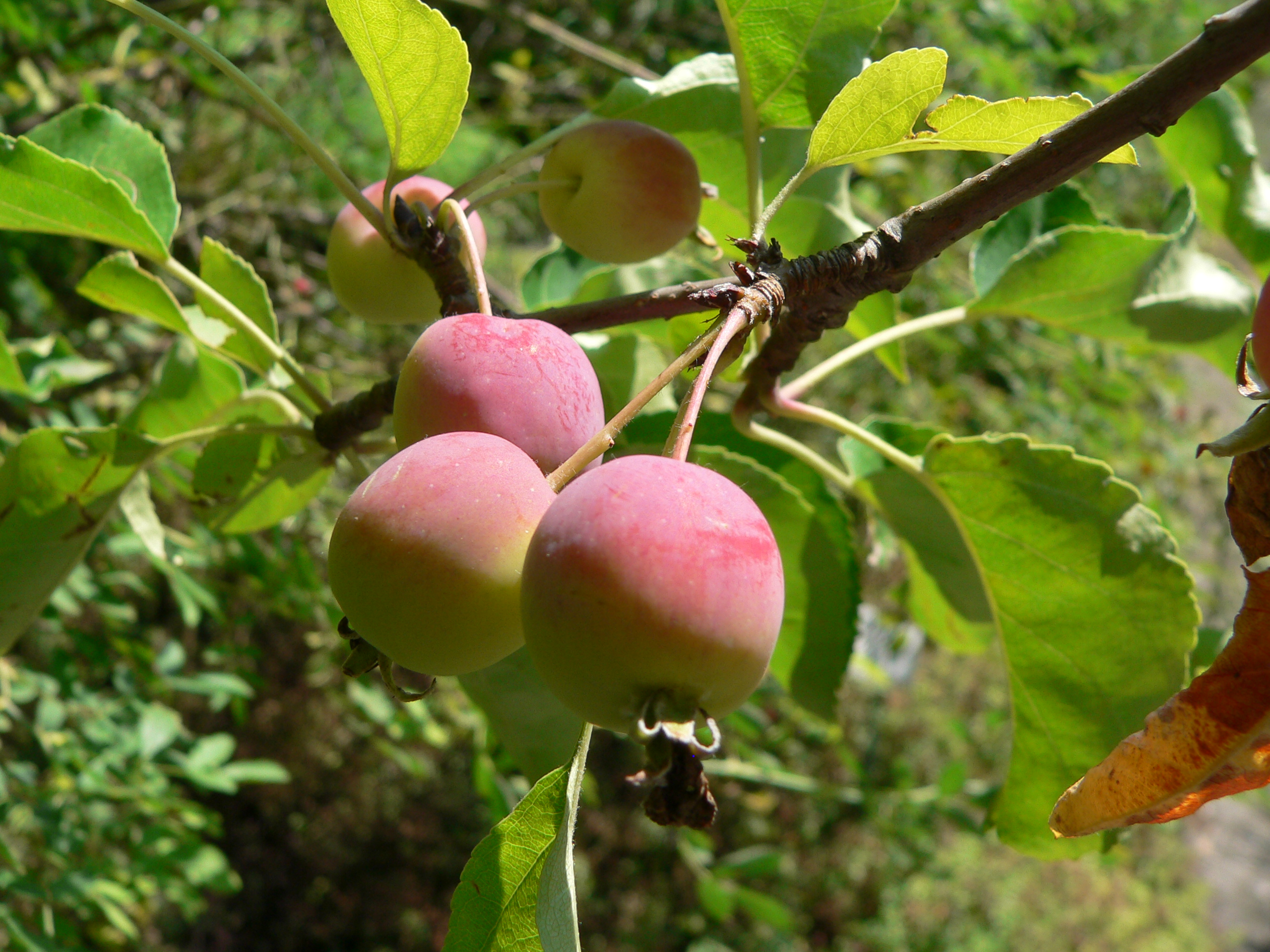
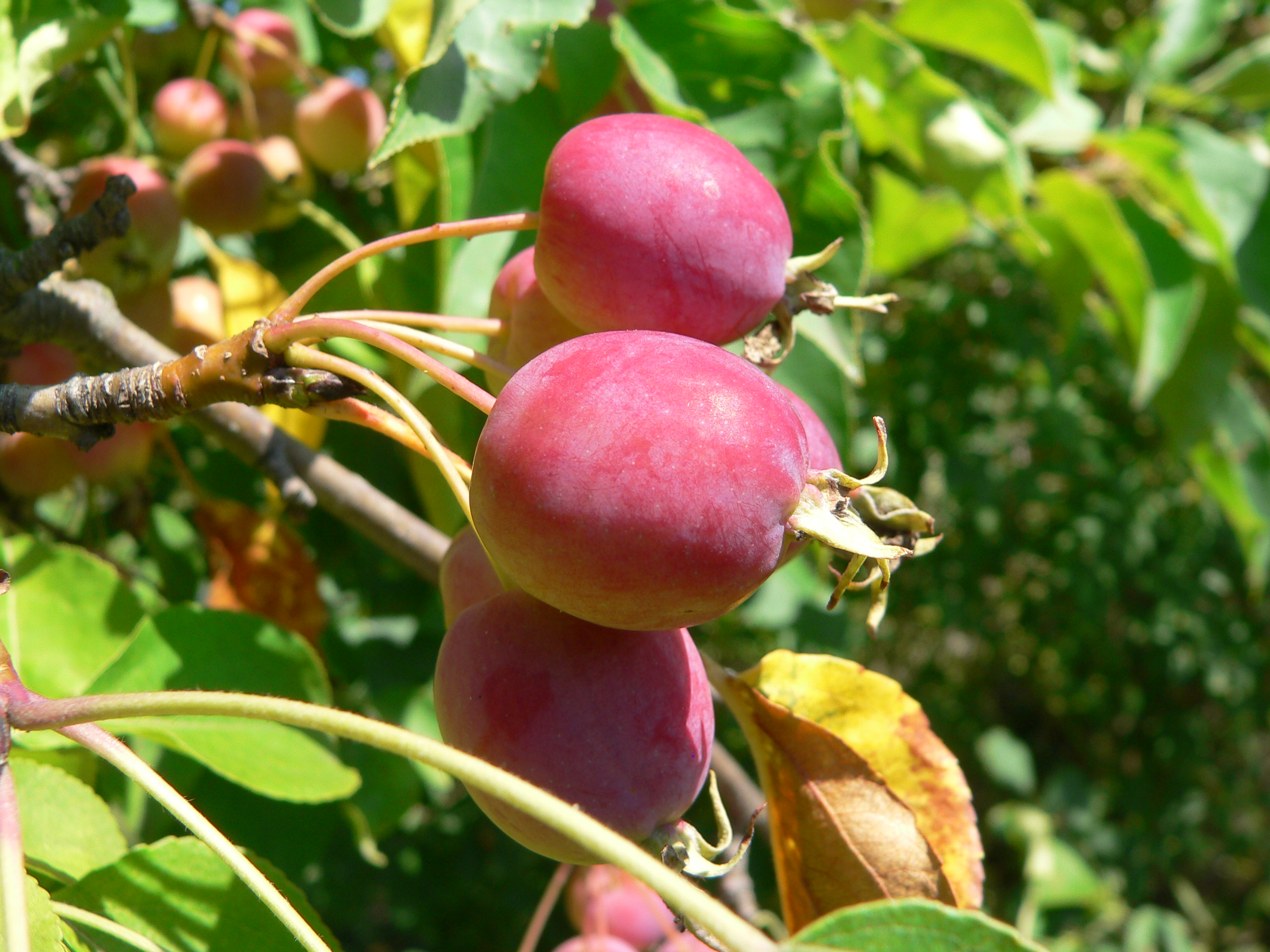
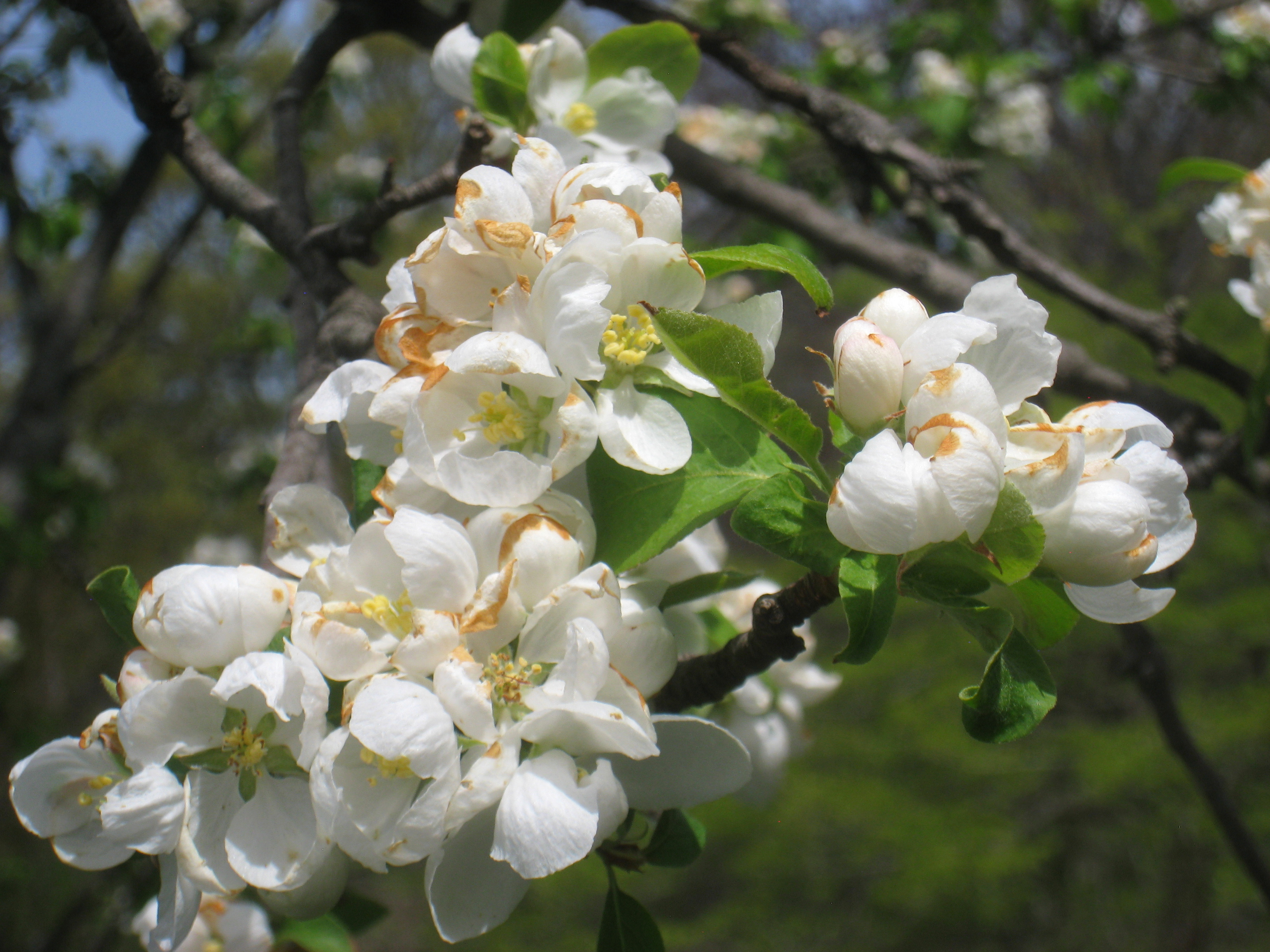
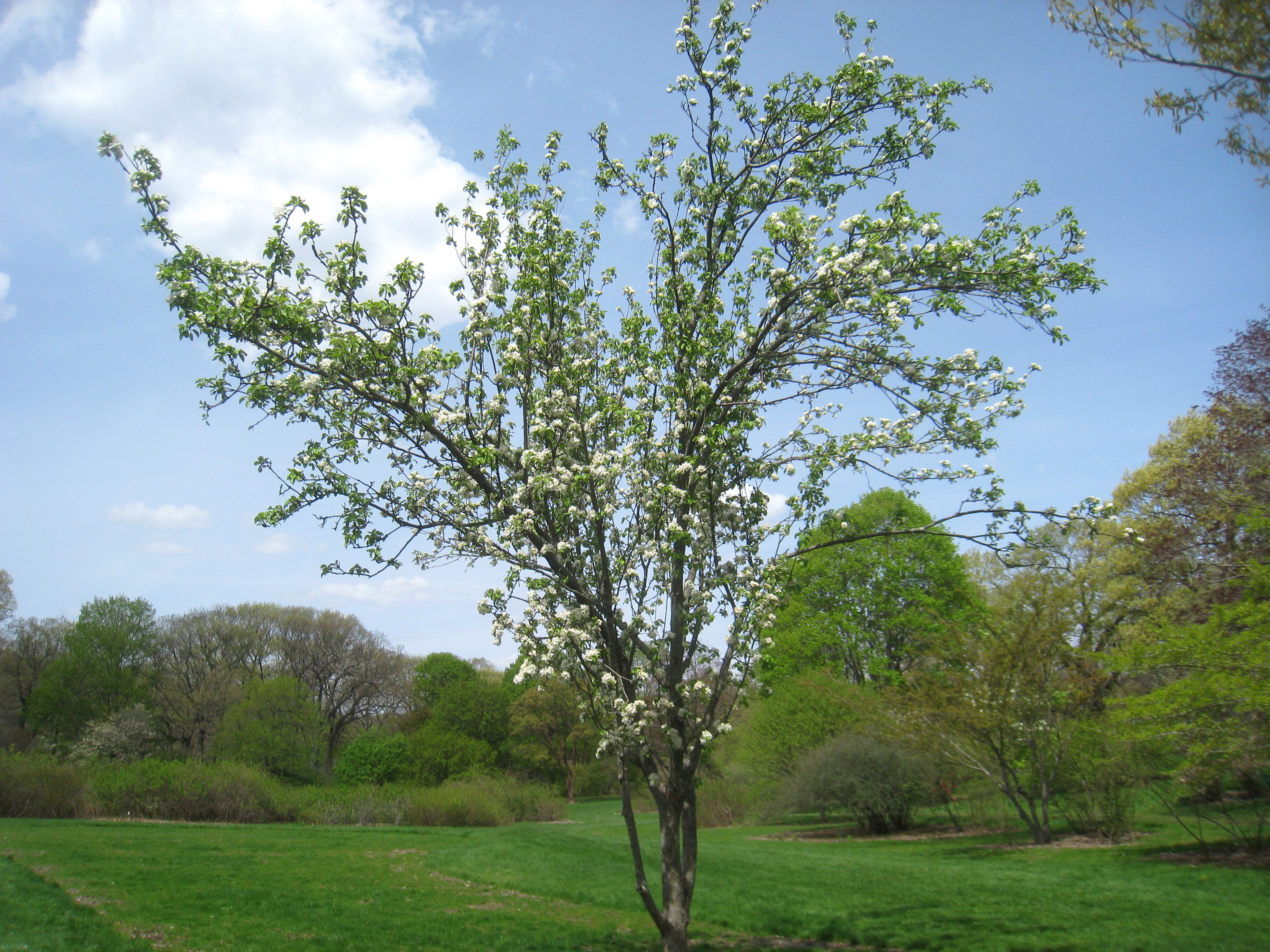